# Kunti (hindoeïsme)

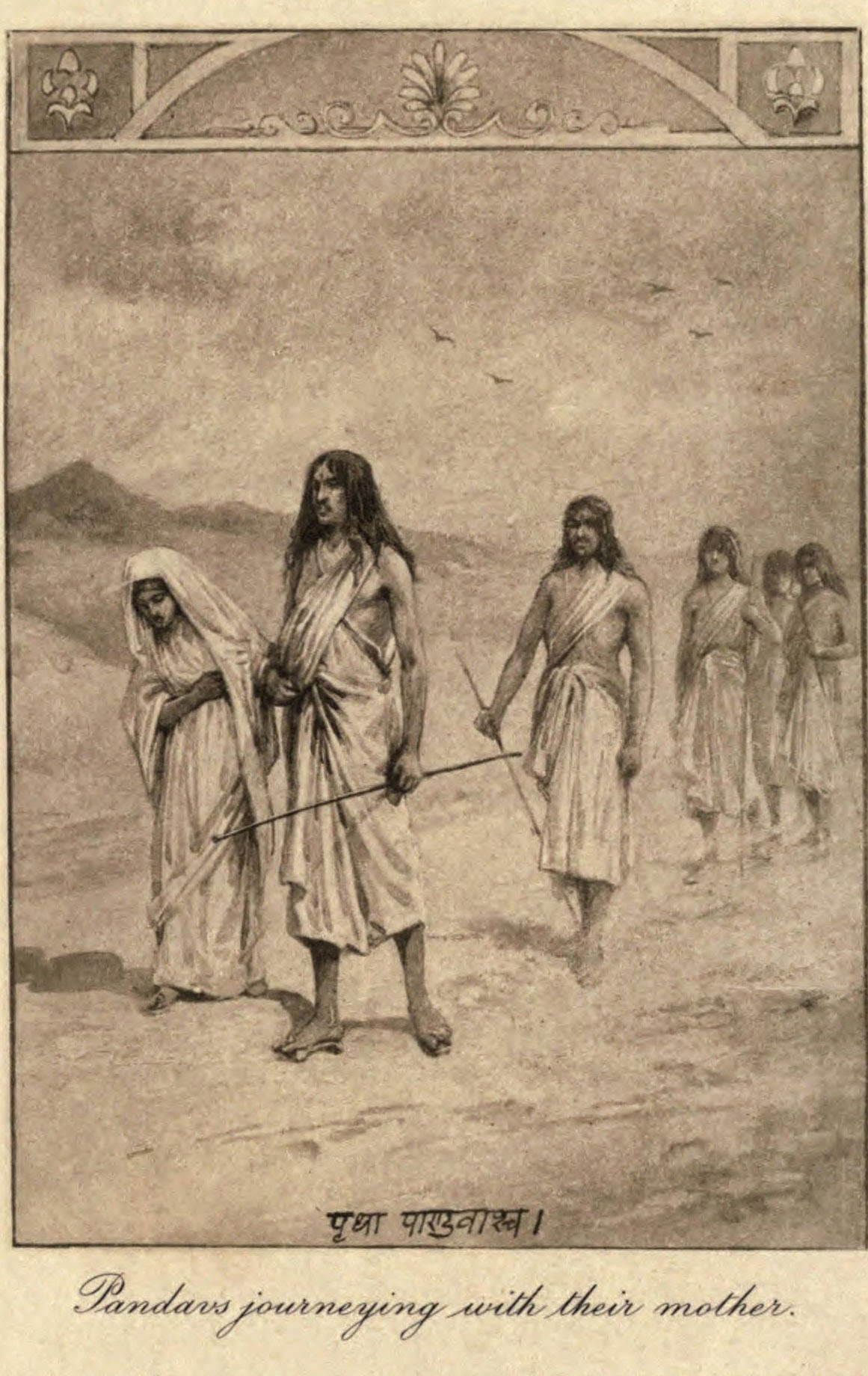
Kunti met haar vijf zonen, de Pandava's

Kunti is een koningin uit het Indiase epos de Mahabharata. Zij was de dochter van Pritha van de Yadav clan en de zuster van Vasudeva, die Krishna's vader was. Ze werd ter adoptie afgestaan aan de kinderloze koning Kuntibhoja, waarna zij Kunti genoemd werd. Na haar komst werd de koning met kinderen gezegend, waardoor zij als gelukbrengster werd beschouwd. Ze bleef bij hem tot haar huwelijk.
Als kind vertelde de rishi Durvasa haar een geheime mantra waarmee zij een god kon oproepen en zwanger van hem kon raken. Zij probeerde uit of hij echt werkte en de zonnegod Surya verscheen. Zij kreeg een zoon en liet hem in een mandje de rivier afdrijven. Hij werd gevonden door een wagenmenner en zijn vrouw en door hen opgevoed. Deze zoon, Karna, werd later in de Mahabharata een belangrijk personage.
Kunti trouwde met prins Pandu, later koning van Hastinapur (ten noorden van Delhi). Zijn tweede vrouw heette Madri. Koning Pandu kon door een vloek geen kinderen verwekken: omdat hij een parend hert had geschoten, zou hij ook sterven als hij geslachtsgemeenschap had. Kunti gebruikte daarom driemaal haar geheime mantra. Ze kreeg drie zoons: Yudhishthira bij de god Dharma, Bhima bij de god Vayu en Arjuna bij de god Indra. Madri gebruikte de mantra ook eenmaal: ze kreeg de tweeling Nakula en Sahadeva bij de tweelinggoden de Asvins. Deze vijf broers staan samen bekend onder de naam de Pandava's. Uiteindelijk had Pandu toch geslachtsgemeenschap met Madri en hij stierf. Madri vond dat het haar schuld was en pleegde suti. Na de dood van koning Pandu en Madri zorgde Kunti alleen voor de vijf zoons.
Door Kunti's opmerking tegen Arjuna dat hij hetgeen hij had gewonnen met zijn broers moest delen (zij wist niet dat hij de hand van de dochter van koning Drupada had gewonnen) namen de vijf broers samen één vrouw als hun echtgenote, Draupadi.
Na de grote oorlog om Kurukshetra trok zij zich met haar zwager Dhritarashtra en zijn vrouw Gandhari terug in de Himalaya, waar zij omkwamen bij een bosbrand.